# Hattmakare

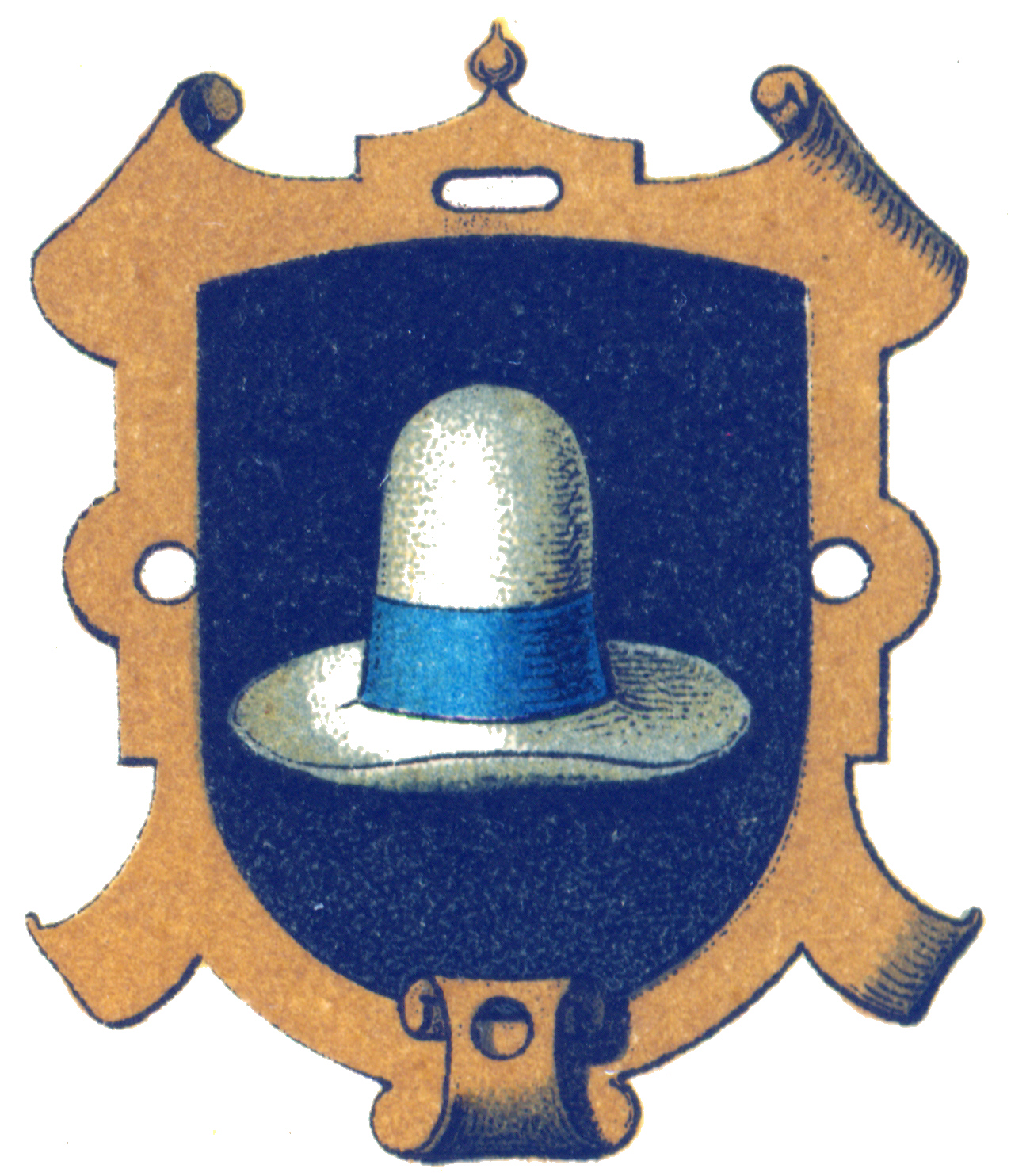
Hattmakarvapen från Tyskland utvisande tillhörighet till hattmakarskrået

Hattmakare är en person som arbetar professionellt med att tillverka hattar, oftast främst herrhattar. 
Ett hattmakarskrå är belagt redan 1363 i Nürnberg, Tyskland.
Hattmakare har varit ett relativt vanligt yrke förr i Sverige och ett hattmakarskrå bildades 1597. Under 1900-talet har antalet drastiskt minskat och de få som finns kvar har som främsta uppgift att tillverka doktorshattar för såväl kvinnor som män. I äldre tider kallades hattmakare även för filtare, eftersom yrkespersonen hattmakare först började med att tillverka den filt som hatten sedan tillverkades av. 

## I litteraturen
Den förmodligen mest kände hattmakaren i litteraturen är "Den galne hattmakaren" i Alice i Underlandet. Flickan Alice får vara med om många underliga saker i sagan, bland annat ett "teparty med en påskhare och en galen hattmakare". 

## Kända hattmakare
- Gerard Albouy (1912–85)
- Anna Ben-Yusuf
- Judy Bentinck (1952–)
- Rose Bertin (1747–1813)
- Adam Frans Bodecker (1818–1884)
- Lilly Daché
- Ellen Louise Demorest (1825–98)
- Thomas Duffet (fl. 1673–76)
- Sonia Greene
- Jacob Hutter (d. 1536)
- Mr. John (1902–93)
- Stephen Jones
- Rod Keenan
- Hélène de Saint Lager
- Margaret Manny
- Simone Mirman
- Mary Quant
- Caroline Reboux (1837–1927)
- Richard Sharp
- Nick Smith
- Luke Song
- John Batterson Stetson
- Philip Treacy
- Holly Gaiman

## Ökända hattmakare
- Boston Corbett (1832 - 1894?)